# Выборы губернатора Смоленской области (2015)
Досрочные выборы губернатора Смоленской области состоялись в Смоленской области 13 сентября 2015 года в единый день голосования.
На 1 июля 2015 года в Смоленской области было зарегистрировано 791 940 избирателей

## Выдвижение и регистрации кандидатов

### Муниципальный фильтр
1 июня 2012 года вступил в силу закон, вернувший прямые выборы глав субъектов Российской Федерации. Однако был введён так называемый муниципальный фильтр. Всем кандидатам на должность главы субъекта РФ (как выдвигаемых партиями, так и самовыдвиженцам), согласно закону, требуется собрать в свою поддержку от 5 % до 10 % подписей от общего числа муниципальных депутатов и избранных на выборах глав муниципальных образований, в числе которых должно быть от 5 до 10 депутатов представительных органов муниципальных районов и городских округов и избранных на выборах глав муниципальных районов и городских округов. Муниципальным депутатам представлено право поддержать только одного кандидата.
В Смоленской области кандидаты должны собрать подписи 7 % муниципальных депутатов и глав муниципальных образований. Среди них должны быть подписи депутатов районных и городских советов и (или) глав районов и городских округов в количестве 7 % от их общего числа. Кроме того, кандидат должен получить подписи не менее чем в трёх четвертях районов и городских округов.
По расчёту избирательной комиссии каждый кандидат должен собрать подписи от 221 до 232 депутатов всех уровней и глав муниципальных образований, из которых от 31 до 33 — депутатов райсоветов и советов городских округов и глав районов и городских округов. При этом нужно собрать подписи не менее чем в 21 районах из 27.

### Кандидаты в Совет Федерации
С декабря 2012 года действует новый порядок формирования Совета Федерации. Так каждый кандидат на должность губернатора при регистрации должен представить список из трёх человек, первый из которых, в случае избрания кандидата, станет сенатором в Совете Федерации от правительства региона.

## Кандидаты
| Кандидат           | Должность (на момент выдвижения)                                                                                       | Партия                    | Статус                                                     | Кандидаты в Совет Федерации |
| ------------------ | --- | ------------------------- | ---------------------------------------------------------- | --------------------------- |
| Александр Бичаев   | пенсионер | Партия пенсионеров России | отказано в регистрации (не преодолел муниципальный фильтр) | —                           |
| Владимир Зайцев    | заместитель генерального директора по взаимодействию с органами государственной власти ООО «НИПИ нефти и газа „Петон“» | Партия за справедливость  | зарегистрирован                                            | Сергей Артеменков           |
| Владимир Зайцев    | заместитель генерального директора по взаимодействию с органами государственной власти ООО «НИПИ нефти и газа „Петон“» | Партия за справедливость  | зарегистрирован                                            | Евгений Силаков             |
| Владимир Зайцев    | заместитель генерального директора по взаимодействию с органами государственной власти ООО «НИПИ нефти и газа „Петон“» | Партия за справедливость  | зарегистрирован                                            | Валерий Сорока              |
| Николай Кузнецов   | второй секретарь Комитета Смоленского областного отделения КПРФ                                                        | КПРФ                      | зарегистрирован                                            | Валерий Кузнецов            |
| Николай Кузнецов   | второй секретарь Комитета Смоленского областного отделения КПРФ                                                        | КПРФ                      | зарегистрирован                                            | Александр Степченков        |
| Николай Кузнецов   | второй секретарь Комитета Смоленского областного отделения КПРФ                                                        | КПРФ                      | зарегистрирован                                            | Владимир Рухля              |
| Сергей Лебедев     | депутат Смоленского городского Совета, исполнительный директор ОАО «Стройдеталь»                                       | Справедливая Россия       | зарегистрирован                                            | Михаил Атрощенков           |
| Сергей Лебедев     | депутат Смоленского городского Совета, исполнительный директор ОАО «Стройдеталь»                                       | Справедливая Россия       | зарегистрирован                                            | Ольга Кузенкова             |
| Сергей Лебедев     | депутат Смоленского городского Совета, исполнительный директор ОАО «Стройдеталь»                                       | Справедливая Россия       | зарегистрирован                                            | Илья Лазаренков             |
| Елена Лобанова     | генеральный директор ООО «Смоленск-Сигнал»                                                                             | Гражданская платформа     | зарегистрирована                                           | Александр Бунцыкин          |
| Елена Лобанова     | генеральный директор ООО «Смоленск-Сигнал»                                                                             | Гражданская платформа     | зарегистрирована                                           | Игорь Гончаров              |
| Елена Лобанова     | генеральный директор ООО «Смоленск-Сигнал»                                                                             | Гражданская платформа     | зарегистрирована                                           | Игорь Тупчий                |
| Евгений Ненашев    | научный сотрудник 6 отдела научно-исследовательского центра Военной академии войсковой противовоздушной обороны ВС РФ  | Казачья партия РФ         | отказано в регистрации (не преодолел муниципальный фильтр) | —                           |
| Алексей Островский | врио губернатора Смоленской области                                                                                    | ЛДПР                      | зарегистрирован                                            | Алексей Орлов               |
| Алексей Островский | врио губернатора Смоленской области                                                                                    | ЛДПР                      | зарегистрирован                                            | Николай Мажар               |
| Алексей Островский | врио губернатора Смоленской области                                                                                    | ЛДПР                      | зарегистрирован                                            | Франц Клинцевич             |
| Олег Петриков      | заместитель генерального директора ОАО «Дорогобужкотломаш»                                                             | Родина                    | выбыл по личному заявлению                                 | —                           |
| Геннадий Фёдоров   | директор ООО «Центральная научно-исследовательская лаборатория»                                                        | РППС                      | отказано в регистрации (не преодолел муниципальный фильтр) | —                           |

## Итоги выборов
| Место                       | Место                       | Кандидат                    | Партия                      | Голосов | %       |
| --------------------------- | --------------------------- | --------------------------- | --------------------------- | ------- | ------- |
|                             | 1.                          | Алексей Островский          | ЛДПР                        | 148 700 | 65,18 % |
|                             | 2.                          | Сергей Лебедев              | Справедливая Россия         | 28 329  | 12,42 % |
|                             | 3.                          | Николай Кузнецов            | КПРФ                        | 26 507  | 11,62 % |
|                             | 4.                          | Елена Лобанова              | Гражданская платформа       | 12 422  | 5,45 %  |
|                             | 5.                          | Владимир Зайцев             | Партия за справедливость!   | 4630    | 2,03 %  |
| Недействительных бюллетеней | Недействительных бюллетеней | Недействительных бюллетеней | Недействительных бюллетеней | 7539    | 3,30 %  |
| Всего                       | Всего                       | Всего                       | Всего                       | 228 127 | 100 %   |
|                             |                             |                             |                             |         |         |
| Действительных бюллетеней   | Действительных бюллетеней   | Действительных бюллетеней   | Действительных бюллетеней   | 220 588 | 98,24 % |
| Явка                        | Явка                        | Явка                        | Явка                        | 228 127 | 28,73 % |
| Общее число избирателей     | Общее число избирателей     | Общее число избирателей     | Общее число избирателей     | 794 032 |         |